# Thecocodium quadratum
Thecocodium quadratum är en nässeldjursart som först beskrevs av Werner 1965.  Thecocodium quadratum ingår i släktet Thecocodium och familjen Ptilocodiidae.
Artens utbredningsområde är Indiska oceanen. Inga underarter finns listade i Catalogue of Life.